# Hans Manussi
Hans Constantin Manussi (* 20. Oktober 1850 in Wien; † 22. November 1902 in Trier) war ein österreichischer Theaterschauspieler und -regisseur sowie Theaterintendant.

## Leben
Manussi wurde bei der Kirschnerschen Theaterakademie ausgebildet. Er war in Straßburg, Zürich, Sigmaringen, Berlin (Friedrich Wilhelmstädtisches Theater, Belle-Alliance-Theater) und Wiesbaden (Residenztheater 1898 bis 1902, Schauspieler und Regisseur) tätig. Danach übernahm er bis zu seinem Tode die Direktion des Stadttheaters Trier.
Er war mit der Schauspielerin Emmy von Glotz (1843–1904) verheiratet.